# Абрамов, Анатолий Васильевич
Анато́лий Васи́льевич Абра́мов (4 декабря 1915, Слободской уезд, Вятская губерния — 10 июля 1983, Ленинград) — советский актёр театра и кино, заслуженный артист РСФСР (1953).

## Биография
Родился 21 ноября (4 декабря) 1915 года в селе Низево Слободского уезда Вятской губернии (ныне Кировская область). Окончив школу I ступени, в 1927 году стал учеником школы крестьянской молодёжи. После развода родителей, оставшись вместе с матерью, переехал в Вятку (ныне Киров). С 1930 по 1933 год обучался в школе фабрично-заводского обучения по специальности «Кузнец», занимался в художественной самодеятельности. В 1933 году был направлен на учёбу на артиста в Ленинградский театральный институт, который окончил в 1937 году (педагог Б. М. Сушкевича). Актёрскую карьеру начинал в Новом театре в Ленинграде.
В 1939 году был призван в Красную Армию, участвовал в советско-финляндской войне. После демобилизации в 1940 году работал в Выборгском театре русской драмы. После начала ВОВ труппа была эвакуирована на Урал, работал актёром и режиссёром Белорецкого русского городского драмтеатра. В апреле 1942 года Белорецким РВК был призван в ряды РККА. Пройдя военную подготовку в Рижском военно-пехотном училище, находившимся в эвакуации в Стерлитамаке, в январе 1943 года был откомандирован в 6 Армию Юго-западного фронта. В звании лейтенанта командовал ротой в составе 844 пехотного полка 267 стрелковой дивизии, имел ранение, награждён боевыми наградами. После прохождения высших стрелково-тактических курсов в Солнечногорске с декабря 1943 года служил помощником начальника отделения 4-го отделения разведывательного отдела штаба 3-го Белорусского фронта.
После демобилизации в августе 1945 года вернулся в Ленинградский Новый театр (Театр им. Ленсовета с 1953 года). Начал сниматься в кино. Вступил в ВКП (б), вёл общественную работу, в 1952 году был избран членом районного комитета в Куйбышевском районе Ленинграда. В 1960—1961 году служил в Ленинградском театре им. Ленинского комсомола, а с 1961 — в труппе Ленинградского Большого драматического театра. В 1975 году вышел на пенсию, но продолжал участвовать в некоторых спектаклях.
Скончался 10 июля 1983 года в Ленинграде.

### Семья
- жена — Екатерина Александровна Боровская (1918— ?), актриса
- сын — Александр Анатольевич Абрамов (род. 1938)

## Творчество

### Театральные работы
Театр имени Ленсовета
- «Мера за меру» У. Шекспира — Профос
- «Скупой» Ж.-Б. Мольера — Жак
- «Капитанская дочка» А. С. Пушкина — Лепорелло
- «Женитьба» Н. В. Гоголя — Подколесин
- «Доходное место» А. Н. Островского — Докучаев
- «Тени» М. Е. Салтыкова-Щедрина; реж. Н. П. Акимов — Свистиков
- «Дети Ванюшина» С. А. Найдёнова — Ванюшин
- «Госпожа министерша» Б. Нушича — Дядя Васа
- «Хождение по мукам» по роману А. Н. Толстого — поп-расстрига
- «Генеральский консул» Братьев Тур — Сато
- «Европейская хроника» А. Н. Арбузова — Аппель
- «Охотник» С. В. Михалкова — Шапкин

Большой драматический театр имени Горького
- «Ревизор» Н. В. Гоголя; реж. Г. А. Товстоногов — Абдулин
- «Горе от ума» А. С. Грибоедов — Загорецкий
- «Пиквикский клуб» Ч. Диккенса — Уордль
- «Варвары» Максима Горького; реж. Г. А. Товстоногов — Дунькин муж
- «Карьера Артура Уи» Б. Брехта — О’Кейси
- «Поднятая целина» М. А. Шолохова — Агафон Дубцов
- «Четвёртый» К. М. Симонова — Бен Кроу
- «Божественная комедия» И. В. Штока — Создатель
- «Счастливые дни несчастливого человека» А. Н. Арбузова — Первый
- «С вечера до полудня» В. С. Розова — Егорьев
- «Энергичные люди» В. М. Шукшина; реж. Г. А. Товстоногов — Лысый
- «Я, бабушка, Илико и Илларион» Н. В. Думбадзе — Амбако

### Фильмография
- 1948 — Драгоценные зёрна — сельский корреспондент
- 1953 — Алёша Птицын вырабатывает характер — носильщик
- 1953 — Весна в Москве — комендант общежития
- 1954 — Зелёный дол — дед Егор
- 1955 — Педагогическая поэма — эпизод
- 1956 — Медовый месяц — Шинкаренко
- 1956 — Приключения Артёмки — сыщик
- 1957 — Рядом с нами — Макеев
- 1958 — Улица полна неожиданностей — подвыпивший
- 1958 — Шофёр поневоле — Конкин
- 1959 — Не имей 100 рублей… — милиционер
- 1959 — Сын Иристона — эпизод
- 1960 — Пойманный монах
- 1960 — Чужая беда — отец Николая Маслова
- 1961 — Самые первые — Иван Васильевич
- 1961 — Старожил — дядя Гриша
- 1962 — Завтрашние заботы — эпизод
- 1962 — Женихи и Ножи — отец Людмилы
- 1964 — Поезд милосердия — раненый из Пензы
- 1965 — Иду на грозу — второй пилот
- 1966 — 12 стульев — завхоз
- 1966 — Начальник Чукотки — орденоносец
- 1967 — Зелёная карета — работник театра
- 1968 — Старая, старая сказка — претендент в женихи
- 1968 — Удар! Ещё удар! — Иван Харитонович
- 1969 — Белый флюгер — начальник ж\д станции
- 1969 — Вам! (телеспектакль)
- 1969 — Преступление и наказание — дворник
- 1969 — Смерть Вазир-Мухтара — Ходжа Мирза Якуб
- 1970 — Семь невест ефрейтора Збруева — попутчик в самолёте
- 1970 — Тим Талер, или Проданный смех (телеспектакль)
- 1971 — Тень — советник
- 1971 — Ход белой королевы — дядя Костя
- 1971 — Шельменко-денщик — эпизод
- 1972 — Карпухин — Евдоким Евдокимович Чарушин
- 1973 — Совсем пропащий — врач
- 1974 — Сержант милиции — директор ЖЭКа
- 1974 — Царевич Проша — старший разбойник
- 1975 — Любовь с первого взгляда — дворник
- 1976 — Огненное детство — эпизод
- 1977 — Первые радости — эпизод
- 1978 — Соль земли — Павел Петрович Череванов
- 1979 — Необыкновенное лето — сосед Мешкова
- 1981 — Похищение чародея — дед Геннадий

## Награды и звания
- медаль «За отвагу» (26 сентября 1943)[2]
- орден Красной Звезды (5 декабря 1943) — за образцовое выполнение боевых заданий командования на фронте борьбы с немецкими захватчиками и проявленные при этом доблесть и мужество[3]
- орден Отечественной войны II степени (24 апреля 1945) — за образцовое выполнение боевых заданий командования на фронте борьбы с немецкими захватчиками и проявленные при этом доблесть и мужество[4]
- медаль «Партизану Отечественной войны» II степени[5]
- медаль «За взятие Кёнигсберга»[источник не указан 1229 дней]
- медаль «За победу над Германией в Великой Отечественной войне 1941—1945 гг.»[5]
- заслуженный артист РСФСР (22 декабря 1953)[6]
- медаль «В ознаменование 100-летия со дня рождения Владимира Ильича Ленина» (1 апреля 1970)[источник не указан 1229 дней]